# Jelena Jensen

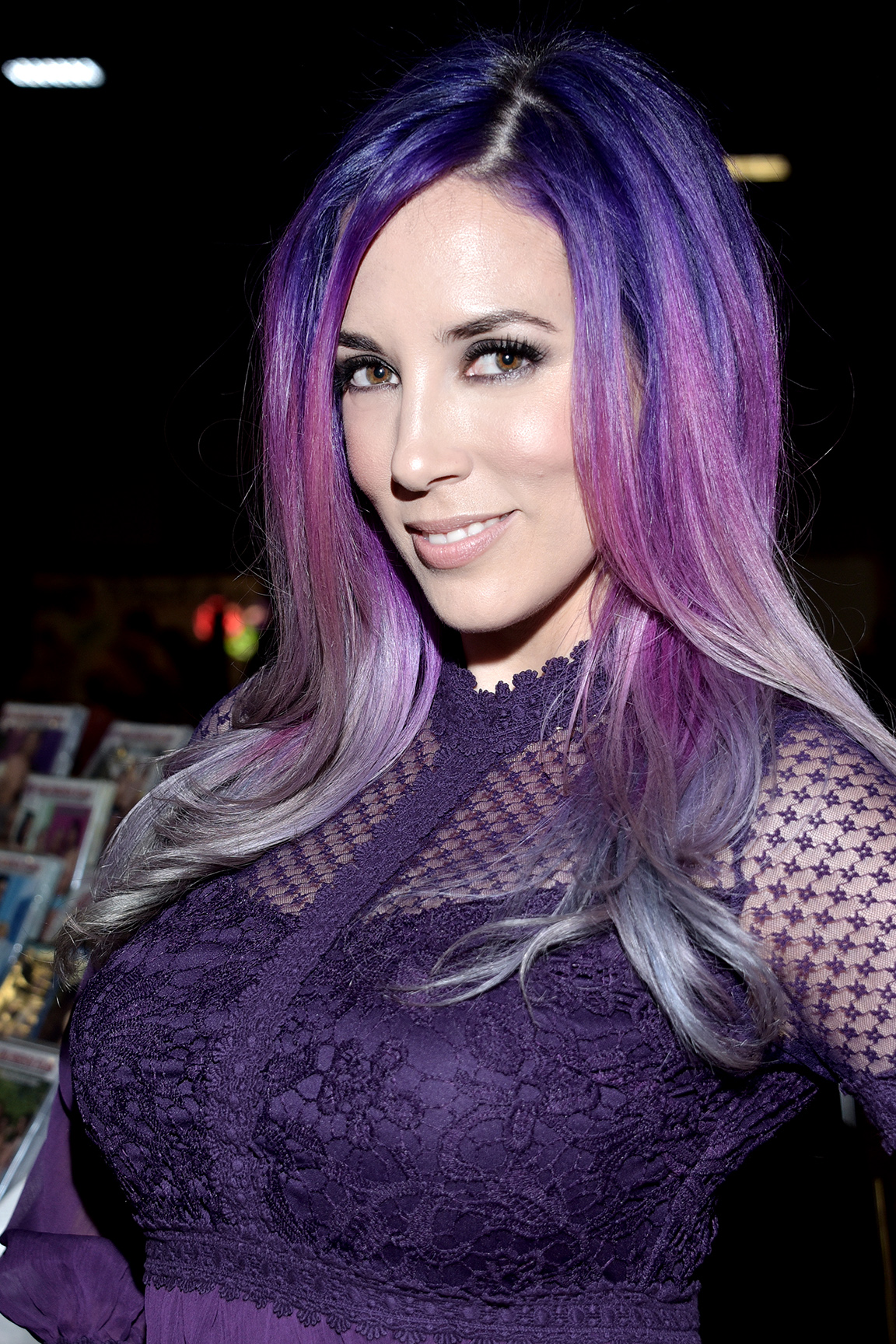
Jelena Jensen, 2017

Jelena Jensen (* 7. Oktober 1981 in Los Angeles, Kalifornien) ist eine US-amerikanische Pornodarstellerin.

## Karriere
Jensen erwarb 2003 den Abschluss Bachelor of Fine Arts in Film- und Fernsehproduktion an der Chapman University in Kalifornien mit Magna cum laude. Im Anschluss arbeitete sie zunächst als Produktionsmanagerin in einem Unternehmen in der Erwachsenenunterhaltung.
Ihr erstes erotisches Foto-Shooting wurde für das Männermagazin Club durch Scott St. James aufgenommen. Im Weiteren arbeitete sie mit verschiedenen Fotografen wie Suze Randall, Holly Randall, Ken Marcus und Richard Avery. Dabei erschienen Fotos von ihr bei verschiedenen Webangeboten und Männermagazinen, darunter in der Penthouse-Ausgabe vom März 2010, in acht Ausgaben von Playboy’s Special Editions und im Hustler.
Weiterhin trat sie in einer Vielzahl pornographischer Filme, als erstes in Jack’s Playground 4, sowie in Bondage-Filmen auf. Dabei spielt sie jedoch nur in Soloszenen oder solchen mit weiblichen Partnern auf. Über ihre eigene Webseite bietet sie für Mitglieder auch Filme mit Hardcore-Videos an, in denen sie mit ihrem Lebenspartner Matt Erickson expliziten Geschlechtsverkehr vor der Kamera hat.
Sie spielte in der Serie von Playboy TV Totally Busted (Total Erwischt!, bust steht außerdem für Busen) in 19 Episoden mit. Die Serie entspricht dem Prinzip der versteckten Kamera, wobei hauptsächlich Männer in Situationen mit leicht bekleideten bis nackten Darstellerinnen gefilmt werden.
Laut IAFD hat Jensen in mehr als 160 Filmen mitgespielt. Außerdem produziert sie für ihre Webseite zahlreiche Clips mit anderen Pornodarstellerinnen. Dies brachte ihr im Jahr 2010 den XBIZ Award in der Kategorie Web Babe of the Year sowie 2013 den AVN-Award für die beste Webseite ein. Für die Internetseite Twistys ist sie regelmäßig als Interviewer im Einsatz, was häufig barbusig geschieht.
2013 erschien ihre offizielle Mobile App, die Bilder und Informationen zu ihrer Person bereitstellt. Es handelt sich dabei um die erste App dieser Art, die beim Anbieter AdultAppMart veröffentlicht wurde.

## Filmografie (Auswahl)
- 2003: Cat in Jelena
- 2003: Jack’s Playground 4, 6
- 2004: Jack’s Playground 8, 11, 14, 15, 17, 19
- 2005: Jack’s Big Tit Show 1
- 2005: Jelena Jensen’s Foot Tease
- 2006: The Kidnapping of Gia Mancini
- 2006: Busty Cops 2
- 2007: Jack’s Teen America 19
- 2007: Sophia Santi: Scream
- 2007: Andrew Blake X 1
- 2008: Bad Biology
- 2010: Girls Who Want Girls
- 2010: Jelena Jensen’s Stocking Tease
- 2010–2011: Women Seeking Women 68, 69

## Auszeichnungen
- 2010: XBIZ Award in der Kategorie „Web Babe of the Year“[6]
- 2010: XFANZ Award in der Kategorie „Web Babe of the Year“[7]
- 2013: AVN Award in der Kategorie „Best Solo Girl Website“[8]